# Phyllophaga kuntzeni
Phyllophaga kuntzeni är en skalbaggsart som beskrevs av Moser 1921. Phyllophaga kuntzeni ingår i släktet Phyllophaga och familjen Melolonthidae. Inga underarter finns listade i Catalogue of Life.